# دختری در سوپ من
دختری در سوپ من است (به انگلیسی: There's a Girl in My Soup) فیلمی محصول سال ۱۹۷۰ و به کارگردانی برادران بولتینگ است. در این فیلم بازیگرانی همچون پیتر سلرز، گلدی هان، تونی بریتون، نیکی هنسون، دایانا دورس، جودی کمبل، جان کامر، گابریل دریک، فرانسواز پاسکال و کریستوفر کازنووه ایفای نقش کرده‌اند.
دختری در سوپ من است فیلمی کمدی رمانتیک بریتانیایی محصول سال ۱۹۷۰ به کارگردانی روی بولتینگ و با بازی پیتر سلرز و گلدی هاون است. فیلمنامهٔ این اثر را ترنس فریسبی بر پایهٔ نمایش‌نامهٔ موفق خودش در سال ۱۹۶۶ با همین نام نوشت.

## داستان
رابرت دانورز مردی خودشیفته، زن‌باره و ثروتمند است که مجری برنامهٔ تلویزیونی پرمخاطبی دربارهٔ آشپزی است. او با ماریون آشنا می‌شود، دختر آمریکایی ۱۹ ساله و بی‌تعارفی از نسل هیپی‌ها که تازه از دوست‌پسر بریتانیایی‌اش، جیمی، که یک موسیقیدان راک است، جدا شده. پس از شروعی تلخ و شیرین، میان آن دو رابطه‌ای شکل می‌گیرد و ماریون رابرت را در سفری به یک جشنوارهٔ شراب در فرانسه همراهی می‌کند؛ جایی که با مست‌کردن افراطی‌اش موجب شرمساری او می‌شود، اما آن‌ها در سواحل جنوب فرانسه اوقاتی خوش با هم دارند. با این حال، پس از بازگشت به لندن، ماریون با جیمی آشتی می‌کند و درخواست ناامیدانهٔ ازدواج از سوی دانورز را رد می‌کند. در تمام طول فیلم، جملهٔ محبوب دانورز خطاب به زنان این است: «خدای من، تو چقدر زیبایی» – که در صحنهٔ پایانی، پس از آن‌که ماریون نزد جیمی بازمی‌گردد و دانورز با زن دیگری قرار می‌گذارد، این جمله را به تصویر خودش در آینه می‌گوید.

## بازیگران
پیتر سلرز در نقش رابرت دانورز
گلدی هاون در نقش ماریون
تونی بریتون در نقش اندرو هانتر
نیکی هنسون در نقش جیمی
دایانا دورس در نقش همسر جان
جودی کمپبل در نقش لیدی هدر
جان کومر در نقش جان، پیشخدمت
گابریله دریک در نقش جولیا
نیکولا پجت در نقش کلر
جرالدین شرمن در نقش کارولین
تورلی والترز در نقش مدیر هتل کارلتون
روث ترونسر در نقش گیلی هانتر
فرانسواز پاسکال در نقش پائولا
کریستوفر کازنُوو در نقش نایجل
راف د لا تور در نقش موسیو لو گستیه

## تولید
این فیلم بر پایهٔ نمایش‌نامه‌ای با همین نام نوشتهٔ ترنس فریسبی ساخته شده‌است. این نمایش به تهیه‌کنندگی مایکل کادرون، کارگردانی باب چت‌وین و با بازی دونالد سیندن، باربارا فریس و جان پرتوی روی صحنه رفت. کادرون گفته‌است یکی از سرمایه‌گذاران نمایش نت کوهن بود.
نمایش برای شش سال و نیم در تئاتر وست‌اند روی صحنه بود (۱۹۶۶ تا ۱۹۷۳)، از جمله سه سال در تئاتر گلوب (که اکنون تئاتر گیلگود نام دارد)، و رکورد طولانی‌ترین کمدی اجراشده در لندن را شکست.
این رکورد بعدها توسط نه، لطفاً نه سکس؛ ما بریتانیایی هستیم و سپس «فرار کن، عزیزم، فرار کن» شکسته شد.
در سال ۱۹۶۶، کمپانی کلمبیا پیکچرز و نت کوهن از شرکت Anglo Amalgamated، حق ساخت فیلم را به قیمت ۱۰۰٬۰۰۰ پوند خریداری کردند. مایک فرانکوویچ تهیه‌کننده فیلم بود و جان بولتینگ کارگردانی را برعهده داشت.
گلدی هاون در ژانویهٔ ۱۹۶۹ به پروژه پیوست.
این فیلم نخستین حضور کریستوفر کازنُوو در سینما بود که بعدها در سریال سلسله بازی کرد، و همچنین نخستین نقش نیکولا پجت بود که بعدها نقش الیزابت بلامی را در بالا، پایین ایفا کرد.
بازی دایانا دورس یکی از نقش‌های مکملی بود که به احیای حرفه‌اش کمک کرد.
اقتباسی رمان‌گونه از فیلم نیز در سال ۱۹۷۱ به قلم ریـموند هیچکاک منتشر شد.
گلدی هاون از اینکه برای بازی در یک صحنهٔ برهنه تحت فشار قرار گرفته بود ناراضی بود. او گفته: «این نخستین صحنهٔ برهنه من در سینما بود و دلم نمی‌خواست انجامش دهم. داشتم از تخت بلند می‌شدم تا روپوش بپوشم، اما کارگردان مرا وادار کرد که برهنه باشم. هیچ دلیلی در دنیا وجود نداشت که من لخت از آن تخت بلند شوم. روی بولتینگ، کارگردان، گفت که صحنه را خلوت می‌کند و روی احساس ناامنی من بازی کرد و گفت که وظیفهٔ من به‌عنوان بازیگر این است که به او اعتماد کنم. تسلیم شدم و در نگاه به گذشته، رفتاری بود از کسی که نمی‌خواست سر صحنه قهر کند و لقب «دردسرساز» بگیرد.»